# Bruno Koschmider
Bruno Johanna Koschmider (* 30. April 1926 in Danzig; † 12. Oktober 2000 in Hamburg) war ein Artist, Varietékünstler und Gastronom. In seinen Lokalen traten die Beatles zum ersten Mal in Deutschland auf. 

## Leben
Bruno Koschmider wurde im tschechischen Zirkus Cirona im Wohnwagen geboren. Die Schausteller hatten ihr Winterquartier in Prag und bereisten Russland, Polen und Deutschland. Koschmider trat als Jugendlicher als Zirkusartist am Trapez auf und war vielseitig talentiert. Schon mit 15 Jahren bestritt er sein eigenes dreistündiges Varietéprogramm und zog über Berlin und Leipzig nach Frankfurt, wo er sein erstes Lokal pachtete: das Kabarett Zauberglück. Dort trat er als Sänger, Komiker und Zauberkünstler auf, bediente außerdem seine Gäste und „machte die Küche“. Nach einem „Zusammenbruch“ – Koschmider hatte sich überarbeitet – zog es ihn weiter in den Norden nach Bremerhaven. Dort eröffnete er wieder als Alleinunterhalter ein kleines Varieté-Theater, musste aber ein zweites Mal aufgeben, weil er sich erneut übernommen hatte.
1950 eröffnete er in Hamburg das Indra in der Großen Freiheit 64 und etwas später in derselben Straße das Café  Heaven and Hell. Dazu kam noch das Bambi-Kino in der Paul-Roosen-Straße 33, in dem Koschmider auch die Beatles in einem engen fensterlosen Raum hinter der Leinwand notdürftig untergebracht hatte. Im Oktober 1959 pachtete Koschmider den Kaiserkeller in der Großen Freiheit 36 mit Platz für 700 Gäste. (Koschmider kam nach eigener Aussage erst 1958 nach Hamburg und betrieb in der Großen Freiheit kurz vor der Eröffnung des Kaiserkellers nur das Tanzlokal Barkasse. Die Lokalitäten Indra, Heaven and Hell und Bambi wurden von ihm 1984 nicht erwähnt.) Zu der Zeit wollte der Gastronom zusätzlich Musikbands auftreten lassen, mit der Absicht, seine Gäste zu längerem Verweilen und zu mehr Verzehr zu animieren. Im Kaiserkeller stellte er eine Jukebox auf, bei der Rock ’n’ Roll am beliebtesten war. Der Laden lief damals nach Einschätzung Horst Faschers – damals angehender Geschäftsführer des Top Ten Clubs – „sensationell gut“. Gleichzeitig begann Koschmider, Beatbands auftreten zu lassen. Zu den bekanntesten Gruppen gehörten Tony Sheridan and the Beatbrothers, Rory Storm & the Hurricanes und die Beatles. Auch Achim Reichel stand im Kaiserkeller zu Beginn seiner Karriere auf der Bühne.

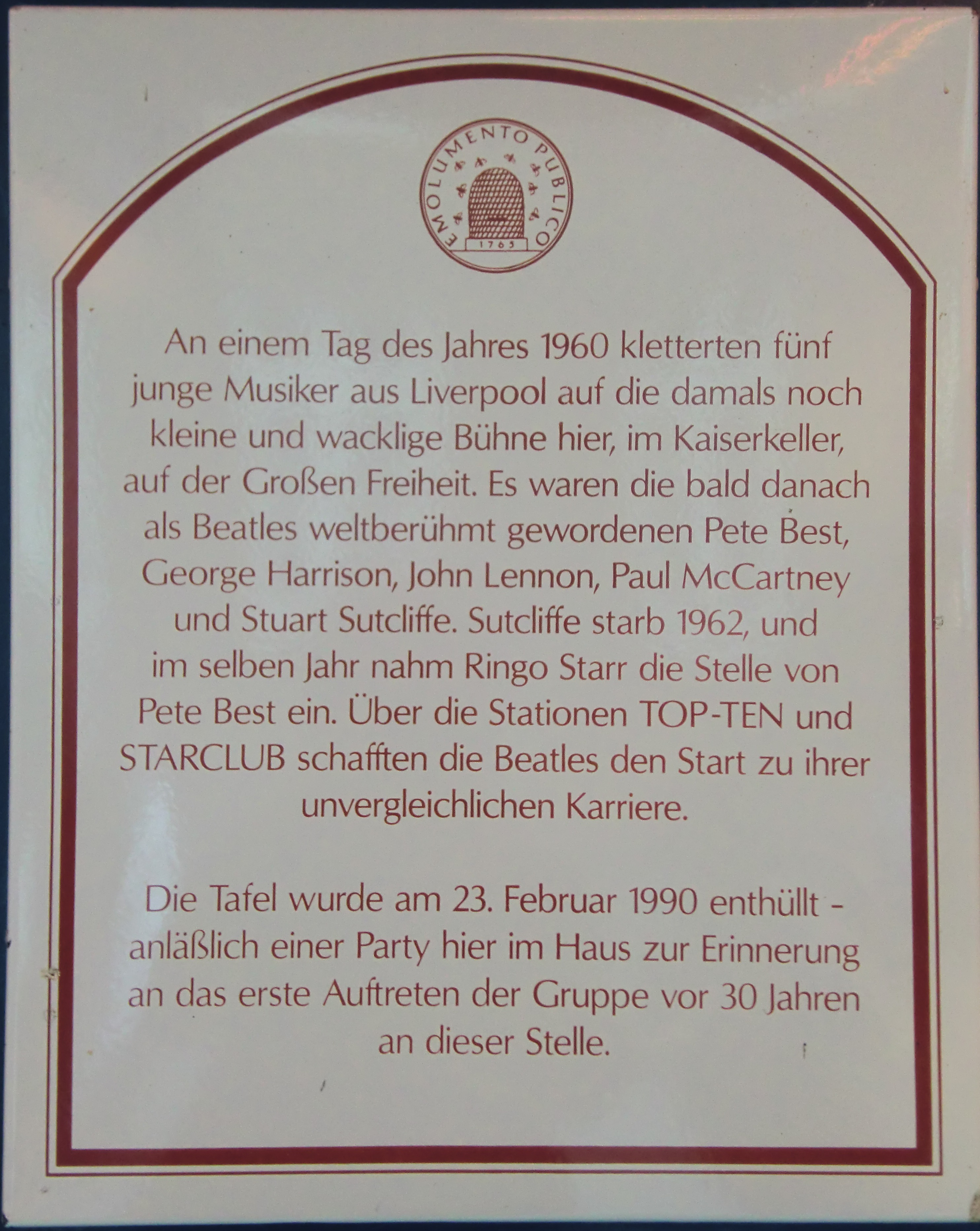
Gedenktafel an die Auftritte der Beatles im Kaiserkeller

Allan Williams, ein britischer Gastronom und Musikmanager, vermittelte damals Bands aus dem britischen Raum. Zu Anfang wollte Koschmider die Beatles nicht auftreten lassen, weil sich ihr Name mundartlich ausgesprochen wie „Penis“ anhörte. Nachdem er bereits zwei andere Gruppen engagiert hatte, soll er während eines Besuchs in London mit Williams einen Vertrag abgeschlossen haben, wonach die Beatles im Indra zu spielen hatten. Sie traten in der Woche 4½ und am Wochenende 6 Stunden ohne Pausen auf und erhielten dafür 30 DM. Das Indra wurde damals hauptsächlich von Prostituierten und ihren Freiern besucht. Nachdem sich Nachbarn über die Lärmbelästigung beschwert hatten, schloss Koschmider das Indra, und die Beatles traten fortan im Kaiserkeller auf. Dort wechselten sie sich mit Rory Storm & the Hurricanes ab. Statt der Musikbox wurde nun durchgehend Livemusik geboten. Beworben wurde der Kaiserkeller allerdings nur mit der damals populäreren Band Rory Storm & the Hurricanes, die auch eine höhere Gage erhielt.
Koschmider forderte von allen Musikern, auf der Bühne nicht zu essen und zu rauchen. Sie mussten saubere Kleidung tragen und gepflegt aussehen. Es war ihnen verboten, über das Mikrofon mit dem Publikum zu reden. Wichtig war es ihm, dass die Musiker immer in Bewegung blieben und dabei „Schau“ machten. Sie sollten auf dem Klavier stehen oder ins Publikum springen – Hauptsache es war Stimmung im Saal.
Die Beatles traten einige Male im Top Ten Club auf, der die Konkurrenz zu Koschmiders Lokalen darstellte. Koschmider war darüber verärgert und zeigte das jüngste Beatles-Mitglied George Harrison an, weil dieser sich als Minderjähriger noch nach 22 Uhr in einem Nachtclub aufhielt. Am 21. November 1960 wurde Harrison aus Deutschland ausgewiesen. Die Beatles wollten danach im Top Ten Club auftreten und aus Koschmiders Räumen ausziehen. Am 29. November packten Paul McCartney und Pete Best ihre Sachen und verbrannten dabei, angeblich um Licht zu haben, nach unterschiedlichen Darstellungen entweder einen Wandteppich oder Kondome. Das Feuer glomm noch, als sie den Raum verließen, und Koschmider zeigte sie wegen Brandstiftung an. Sie wurden verhaftet und nach einer Nacht in einer Zelle der Davidwache aus Deutschland ausgewiesen.
Nachdem Koschmider den Kaiserkeller aufgegeben hatte, machte er im ehemaligen Kursaal-Kino im Stadtteil Eimsbüttel den Kaisersaal auf. Darauf folgte 1963 das Tanzcafé Fürstenhof in Barmbek im Gebäude des einstigen Radiant-Kinos. Etwa drei Jahre später kam der Gastronom wieder zurück nach St. Pauli. Im ehemaligen Knopf-Kino am Spielbudenplatz bot seine Hollywood-Diskothek vier Jahre lang eine Stunde Disko-Tanz und zwanzig Minuten Film im Wechsel. Anschließend eröffnete Koschmider etwa 1983 direkt daneben im ehemaligen Union-Kino seine wahrscheinlich letzte Lokalität, den Kaiserhof, „ein Tanzcafé für Jung und Alt“. Hier brachte der vielseitige Unternehmer sein Publikum im Glitzer-Jackett mit Schmalzlocke und Kreissäge-Strohhut mit Witzen und kleinen Gesangsdarbietungen nach altbewährter Manier zum Schmunzeln. Nach dem Verlust des Lokals soll Koschmider einige Jahre später als Kartenabreißer und Peepshow-Aufseher seinen Lebensunterhalt bestritten haben. Er starb verarmt in Hamburg und wurde auf dem Friedhof Öjendorf beigesetzt.
Eine Hamburger Beatles-Coverband nennt sich nach ihm seit 2011 „Die Koschmiders“.
Im Film Birth of the Beatles (1979) wurde er von Richard Marner dargestellt, in Backbeat von Paul Humpoletz und in In His Life: The John Lennon Story von Alex Cox.